# Panacris maxima
Panacris maxima är en tvåvingeart som beskrevs av Kertesz 1908. Panacris maxima ingår i släktet Panacris och familjen vapenflugor. Inga underarter finns listade i Catalogue of Life.